# FictionBook
FictionBook (также FeedBook) — формат представления электронных версий книг в виде XML-документов, призванный обеспечить совместимость с любыми устройствами и форматами, а также облегчить их программную обработку. Имеет расширение .fb2. Проект создан группой разработчиков во главе с Дмитрием Грибовым и Михаилом Мацневым.

## История
В середине 1990-х годов группа энтузиастов начала оцифровывать советские книги. Форматы были самые разные. Текстовый файл можно читать любой программой, однако он не особо удобен в чтении (текст обычно форматируется моноширинным шрифтом). Библиотека Максима Мошкова использовала форматированный TXT, что отлично работает в текстовом режиме, но совершенно неудобно в оконных интерфейсах и на мобильных устройствах, а также затрудняет обработку. Microsoft Word и TeX крайне сложны в обработке. PDF приспособлен только для бумажных копий, чтение PDF с экрана затруднено. DocBook рассчитан на технические книги: вся мощь формата избыточна для художественных книг, а стихи не поддерживаются. Немногочисленные карманные устройства, появившиеся в начале 2000-х, имели свои книжные форматы и зачастую некачественное ПО для своего чтения. В качестве вре́менного решения было использовано подмножество HTML, так как полный HTML крайне сложен в реализации. По такому пути пошёл, например, Open eBook (ныне декларирующий полное соответствие HTML/CSS ePub).
В условиях такого «вакуума» Д. Грибов предложил свой формат, задумывавшийся им не как формат для чтения электронных книг, а как формат для их хранения с возможностью сконвертировать в стандартный файл (HTML, RTF) или во внутренний формат электронной книги. Однако наглядность и простота изменения книги «даже руками» придали FB2 популярность в Рунете.
В начале 2010-х формат FB2 использовался в Болгарии и Латвии.
Некоторые электронные библиотеки перешли на формат FictionBook полностью и не принимают книги, подготовленные в других форматах. Однако на страницах этих библиотек можно скачать одну и ту же книгу в виде файлов других распространённых форматов (текстовый файл, RTF, HTML, rb, .doc, PRC, ePub, PDF), полученных из .fb2 путём автоматической конвертации.

### FictionBook 3
FictionBook 3 должен быть ZIP-контейнером, в котором хранятся XML и дополнительные файлы (метаданные, рисунки). Жанры предлагается классифицировать по шести разным «осям» (страна автора, возраст аудитории, описанная историческая эпоха, литературная форма, сюжет и стиль повествования). Разработка fb3 была приостановлена автором в 2008 году, однако продолжена в 2013, в декабре 2013 движок был выложен на GitHub.
По состоянию на 18 сентября 2022 года формат FB3 находится на стадии beta-версии. Последнее изменение официального редактора состоялось 3 декабря 2019 года, а эталонной программы чтения — 5 июня 2020 года.

## Описание
Каждая электронная книга в формате FictionBook fb2 представлена  в виде одного файла формата XML. Иллюстрации (PNG и JPEG) встраиваются внутрь XML файла как элементы XML, будучи представленными в кодировке Base64. FictionBook часто сжимают в ZIP (получается файл .fb2.zip или .fbz), многие программы чтения поддерживают и FB2 со сжатием.
FictionBook похож идеологией на первые версии HTML: все теги относятся к логическому форматированию, а не к визуальному. Нет привязки ни к какому аппаратному обеспечению и ни к какому формату бумаги, нигде в FB2 не указана какая бы то ни была единица измерения — пиксель, пункт или кегль. Как будет выглядеть текст, полученный из формата .fb2, зависит либо от настроек программы-просмотрщика этого формата, либо от параметров, заданных при конвертации файла в другой формат. К примеру, тег заголовка в программе просмотра можно вывести крупным шрифтом, другим цветом или как-то иначе. А при конвертации в формат HTML каждому заголовку может быть сопоставлен определённый HTML-тег, например, <H4> или <B>. Поэтому FB2 претендует на роль универсального формата хранения книг, который можно автоматически переводить в HTML, PDF и другие форматы.
Многие из возможностей FB2 специфичны для электронных книг. В метаданных хранится название книги, ISBN, информация об авторе и жанре книги. Поддерживаются сноски, оглавление, стихи, цитаты. Для переводных книг предусмотрена информация об исходной книге.
Проработанные метаданные дают широкое поле для автоматической обработки книг. К примеру, в электронную библиотеку поступила книга в формате .fb2. Эта книга может быть автоматически помещена в раздел автора книги, а название книги и аннотация могут автоматически отобразиться в колонке новостей библиотеки. Таким образом, намного упрощается процесс помещения в библиотеку новых книг. У документа и авторов есть идентификаторы свободной формы: писателей «Kipling, Rudyard» и «Киплинг, Редьярд» может объединить по совпадению идентификаторов; старая версия книги будет автоматически замещена исправленной. Впрочем, метаданные оказались несколько «СССР-центричными»: были отдельные жанры «русская литература» и «советская литература».
Защита от копирования не предусмотрена. Однако, начиная с версии 2.1, добавлены специальные инструкции для библиотеки, позволяющие выдавать тексты за деньги.

### Недостатки
Формат недостаточно выразителен для учебников, справочников и научных публикаций (о чём говорит даже название — «художественная книга»). В формате нет сложной вёрстки текста, нет поддержки нумерованных и маркированных списков, разрядки текста, средств формирования «замечаний на полях», авторского форматирования стихов и векторной графики. Чтобы отобразить минимальную информацию о книге — название, автора и обложку — программе требуется прочитать и разобрать почти весь XML.
Ссылки через XPath, заявленные в стандарте, на поверку, реализует мало кто, ограничиваясь обычно формой #id.

## Программы

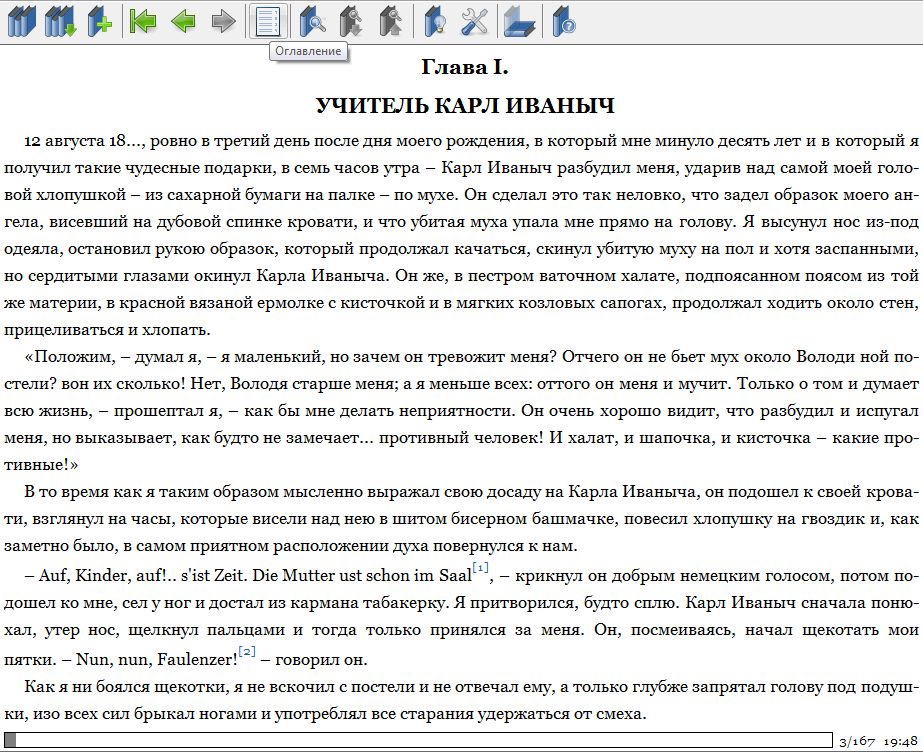
Книга в формате FictionBook в окне программы FBReader

Многие из известных электронных книг поддерживают FB2 только через внешнее ПО; разработки из постсоветских стран наподобие PocketBook и «Азбуки» читают FB2 изначально.
Программы, поддерживающие формат:

### Чтение
| Программа           | Windows | MacOS | Linux | Android | IOS | Windows Phone | Tizen | Symbian | BlackBerry |
| ------------------- | ------- | ----- | ----- | ------- | --- | ------------- | ----- | ------- | ---------- |
| Ice Book Reader     | Да      |       |       |         |     |               |       |         |            |
| CoolReader          | Да      | Да    | Да    | Да      |     |               | Да    |         |            |
| Librera             |         |       |       | Да      |     |               |       |         |            |
| FBReader            | Да      | Да    | Да    | Да      | Да  |               |       | Да      | Да         |
| AlReader            | Да      |       |       | Да      |     | Да            |       |         |            |
| Moon+ Reader        |         |       |       | Да      |     |               |       |         |            |
| Akunin Book         |         |       |       | Да      |     |               |       |         |            |
| Fiction Book Reader | Да      |       |       |         |     |               |       |         |            |
| PyBookReader        |         |       | Да    |         |     |               |       |         |            |
| STDU Viewer         | Да      |       |       |         |     |               |       |         |            |
| eReader Prestigio   |         |       |       | Да      |     |               |       |         |            |
| eBoox               |         |       |       | Да      | Да  |               |       |         |            |
| EBookDroid          |         |       |       | Да      |     |               |       |         |            |
| Яндекс.Браузер      | Да      | Да    | Да    | Да      | Да  |               |       |         |            |

### Редактирование
| Программа             | Комментарий                                                                                               | Версия FictionBook | Требования для работы                     |
| --------------------- | --- | ------------------ | ----------------------------------------- |
| GeneBook              | Онлайн редактор и конвертер                                                                               |                    | -                                         |
| FictionBook Writer    | Редактор разработки Алексея Савельева                                                                     | 1.1                | Windows                                   |
| Fiction Book Editor   | Редактор разработки Litres                                                                                | 2.0                | Windows                                   |
| Fiction Book Editor   | Редактор разработки Pilgrim, форк редактора Litres.                                                       | 2.1                | Windows                                   |
| Fiction Book Editor   | Редактор разработки FBE Team, форк редактора Litres.                                                      | 2.1                | Windows, MSXML6                           |
| BookDesigner          | Программа для создания файлов многих форматов электронных книг, автор — Валерий Войцехович.               | 2.0                | Windows                                   |
| Fiction Book Designer | Программа для создания файлов формата FictionBook 2.0, вариант BookDesigner для FB2 того же разработчика. | 2.0                | Windows                                   |
| FictionBook Tools     | Валидатор файлов, редактор, надстройка Internet explorer.                                                 | 2.0                | Windows, MSXML, библиотеки Visual Basic 6 |

## Статьи
- Олег Буйлов. FictionBook: полный гид по чтению электронных книг. 3DNews (27 июня 2012). Дата обращения: 12 сентября 2012.